# Episema pulverulenta
Episema pulverulenta là một loài bướm đêm trong họ Noctuidae.